# Le Plessis-Luzarches
Le Plessis-Luzarches là một xã ở tỉnh Val-d’Oise, thuộc vùng Île-de-France ở miền bắc nước Pháp.